# Circonscription d'Ayana
La circonscription d'Ayana est une des 177 circonscriptions législatives de l'État fédéré Oromia, elle se situe dans la Zone Est Welega. Son représentant actuel est Hordofa Bekele Gumie.